# Tedania toxicalis
Tedania toxicalis är en svampdjursart som beskrevs av de Laubenfels 1930. Tedania toxicalis ingår i släktet Tedania och familjen Tedaniidae.
Artens utbredningsområde är Kalifornien. Inga underarter finns listade i Catalogue of Life.